# 温哥华堡百年纪念半美元
温哥华堡百年纪念半美元（英語：Fort Vancouver Centennial half dollar）又称温哥华堡半美元（Fort Vancouver half dollar），是美国铸币局1925年生产的50美分纪念币。硬币由劳拉·加汀·弗雷泽设计，正面是1825至1846年间主持温哥华堡（今华盛顿州温哥华）建设和运作的约翰·麦克洛夫林，此后他还代表哈德逊湾公司行之有效地统治俄勒冈国。半美元背面是身负武装的拓荒者站在温哥华堡前方。
华盛顿州联邦众议员阿尔伯特·约翰逊在国会递交法案，希望为温哥华堡百年纪念庆典活动获得纪念币发行授权，但却接受他人建议改为要求授权纪念章。等到其他议员成功修订法案为另一种纪念币获得授权时，约翰逊又提议加入温哥华堡纪念币的内容。最终法案在国会顺利通过，再于1925年2月24日经卡尔文·柯立芝签字后生效。
经美国美术委员会推荐，弗雷泽获聘设计半美元。硬币在旧金山铸币局出产后特地选择空运至华盛顿州营造宣传噱头，但事与愿违，五万枚仅卖出不到三成（尚不足30万授权发行量的二十分之一），其余只能退货熔毁，销售不景气还可能促使一名官员自杀。如今这款纪念币视成色而定，价值在数百美元不等。

## 背景
1825年，哈德逊湾公司驻哥伦比亚地区首席交易员约翰·麦克洛夫林（John McLoughlin）在今华盛顿州温哥华境内的哥伦比亚河北岸建立温哥华堡，河对岸是今俄勒冈州波特兰所在地。哈德逊湾公司在此寻求毛皮及其他交易商品，同时需要与约翰·雅各·阿斯特的太平洋毛皮公司竞争。太平洋毛皮公司在今属俄勒冈州阿斯托利亚的地区设有前哨站，所以麦克洛夫林建起温哥华堡。温哥华堡和加拿大城市温哥华都是以英国皇家海军军官乔治·温哥华命名。
美国与英国的领土争端经1846年《俄勒冈条约》解决前，麦克洛夫林曾长期代表哈德逊湾公司统治俄勒冈国，无论白人还是原住民都服从他的指令，而且在他统治下也没有发生过重大武装冲突。温哥堡成为大范围地区的贸易中心，也是北美大平原以西最大的定居点。1846年俄勒冈国划归美国统治后，麦克洛夫林从哈德逊湾公司辞职，从此在他建立的俄勒冈城生活，并在成为美国公民两年后于1851年当上市长，最终在1857年谢世。一个世纪后，俄勒冈州议会称他是“俄勒冈州创始人”，温哥华堡如今则是美国国家历史遗址。

## 立法
温哥华堡百年纪念公司希望在计划的庆典活动期间销售半美元纪念币，华盛顿州联邦众议员阿尔伯特·约翰逊（Albert Johnson）同意向国会申请。1924年5月，他与该州联邦参议员韦斯利·琼斯（Wesley Jones）分别在众议院和参议院递交法案，建议授权发行温哥华堡百年纪念半美元。但是，两院的法案都没有进入听证环节。印第安纳州众议员、铸币和度量衡委员会主席阿尔伯特·维斯塔尔（Albert Vestal）同约翰逊会晤，建议他改为申请发行纪念章。维斯塔尔表示，过去发行的一些纪念币之后进入市场流通，导致公众难以区分，所以财政部反对再发行纪念币。。1925年2月3日，琼斯在参议院递交纪念章授权法案，约翰逊则于12日在众议院跟进。
佛蒙特州资深联邦参议员弗兰克·莱斯特·格林（Frank L. Greene）此前递交的佛蒙特州一百五十周年半美元授权法案已获参议院批准，并于2月16日送至众议院审核。加利福尼亚州议员约翰·爱德华·莱克（John E. Raker）提议加入条款授权发行加利福尼亚州钻禧纪念半美元，维斯塔尔强烈反对，声称铸币和度量衡委员会在通过佛蒙特州的法案后已决定今后不再批准纪念币授权法案，而且约翰逊已经因此同意撤回温哥华堡纪念币法案。众议院少数党领袖、田纳西州议员菲尼斯·詹姆斯·加勒特（Finis J. Garrett）询问为什么委员会不在审议佛蒙特州法案前定下这种规矩，维斯塔尔承认他无法回答，众议院于是经表决通过莱克的修正条款。约翰逊马上行动，在同僚的掌声中提议再增加“华盛顿州温哥华”，最终他的提议及法案均获通过。
约翰逊在佛蒙特州法案中加入的内容不足以确保获得纪念币发行授权，所以他很快就返回众议院，请求议会重新审核法案，以便他加入与另外两款纪念币类似的语句。众议院满足他的要求，新修正条款顺利写入法案，但维斯塔尔又提出将法案转交他的委员会审核，在场议员以24人同意、67人反对否决他的动议。接下来议会围绕出席议员人数不足法定人數的程序问题陷入长时间争论，最终众议院还是认可投票结果并再次通过法案。次日，法案返回参议院审核，堪萨斯州议员查尔斯·柯蒂斯代表格林提出动议，建议参议院同意众议院的修订，法案最终顺利通过，没有议员提出问题或异议。此后财政部长安德鲁·W·梅隆建议卡尔文·柯立芝行使否决权，但总统还是于1925年2月24日签字，授权发行三种纪念币的法案成为法律正式生效。

## 准备
国会通过授权法案后，百年纪念公司马上将石膏模型寄出，模型的作者已不可考，只知道正面有他的姓名首字母缩写。模型随后转交美国美术委员会，根据沃伦·盖玛利尔·哈定总统1921年签署的行政命令，该机构负责为包括硬币在内的各种公共美术品提供设计建议。石膏模型正面是约翰·麦克洛夫林，背面是以胡德山为背景的温哥华堡，设计方案很可能是由百年纪念公司决定。5月22日，委员会否决石膏模型，称上面的设计图案虽然令人颇感兴趣，但还是应该找个更有经验的设计师来制作。委员会推荐切斯特·比奇（Chester Beach），但百年纪念公司联系上后得知对方正在旅游，最终是委员会推荐的第二人选、在纪念币设计领域已积累不少经验的劳拉·加汀·弗雷泽（Laura Gardin Fraser）获聘。
百年纪念公司已经决定半美元上需要有哪些元素，所以弗雷泽要做的就是自行编排。7月1日，美术委员会委员路易斯·艾尔斯（Louis Ayres）前来了解设计进展，却发现6月15日才获聘的弗雷泽已经完成新石膏模型。艾尔斯对新设计很满意，在写给委员会主席查尔斯·摩尔（Charles Moore）的信中称“我对整枚硬币非常满意，而且我觉得（设计得）非常出色”。美术委员会之后认可弗雷泽的石膏模型，财政部长梅隆随后批准。铸币金属模由费城铸币局完成后运至旧金山铸币局投产。

## 设计

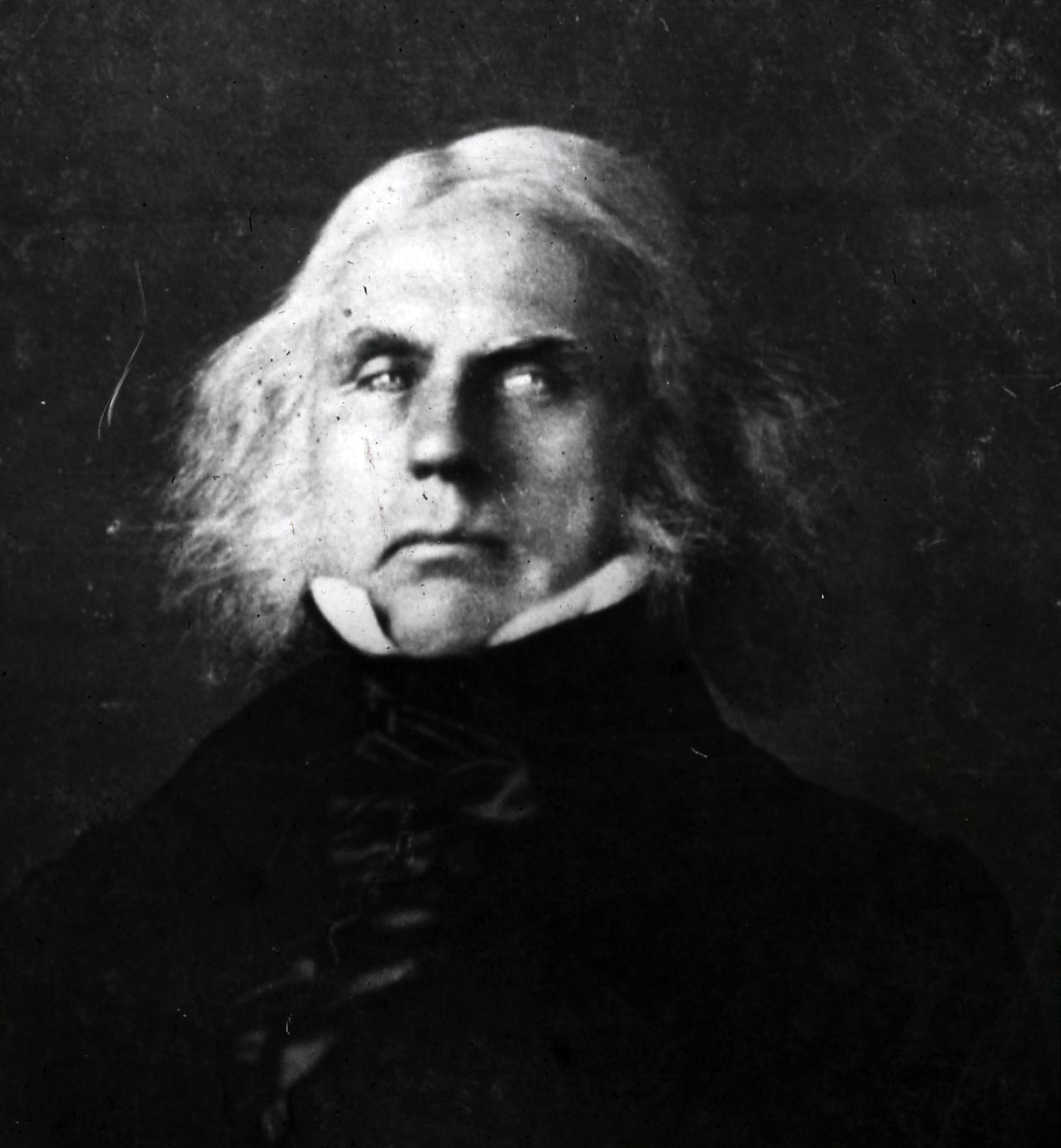
纪念币正面是约翰·麦克洛夫林的半身像

温哥华堡半美元正面是麦克洛夫林面朝左侧的肖像，下方是他的姓名和纪念币面值（“半美元”），上方是发行国名（“美利坚合众国”），两边分别是百年纪念起止年份“1825”和“1925”，还有格言（“我们信仰上帝”）被半身像从中间隔开。弗雷泽没有麦克洛夫林的画像作为创作依据，她究竟是以谁的形象为参考也已不可考。麦克洛夫林是在41岁时建立温哥华堡，但半美元上的形象要老得多。纪念币背面是穿着鹿皮并身负武装的拓荒者，身后是温哥华堡，远方还有胡德山为背景。周围的铭文存在破损，按原有设计应该是（“温哥华堡百年纪念·华盛顿州温哥华，1825年哈德逊湾公司创立”）。所有在丹佛或旧金山铸币局生产的纪念币中，只有温哥华堡半美元没有铸币标记，钱币学界对此举是否有意为之尚无定论。此外，设计师的姓名首字母缩写位于背面右下方，与年份“1825”隔着圆圈。

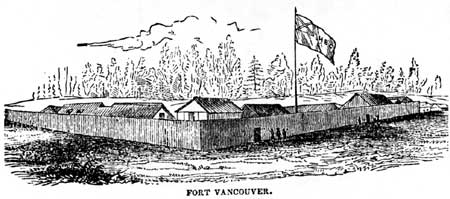
1841年的温哥华堡

安东尼·斯沃泰克（Anthony Swiatek）和沃尔特·布林（Walter Breen）在1988年出版的美国早期纪念币主题百科全书中表示，弗雷泽在这款纪念币上体现出的设计才华实要胜切斯特·比奇一筹。美术史学家科尼利厄斯·弗缪尔（Cornelius Vermeule）也在美国钱币和奖章主题著作中称赞温哥华堡半美元是最值得肯定的硬币。在他看来，纪念币正面在字母间距和半身像边缘线条的粗糙感上都体现出文艺复兴时期纪念章巨匠皮萨内洛的风格，但背面的背景图案中风景实在太复杂，周围又有过多文字，就像1928年的夏威夷一百五十周年纪念半美元一样证明半美元纪念币背面最好不要用风景或地理图案作背景。

## 铸造、销售和收藏
虽然法案授权数量达30万枚，但铸币局实际上只生产5万零28枚，其中28枚准备发往费城铸币局保存，等待来年美国化验委员会的年度检测。这些硬币的具体生产时间已不可考，只能确定最晚不超过8月1日。为营造宣传噱头，加上包装共重663公斤的五万枚半美元于8月1日由美国陆军航空兵团奥克利·凯利（Oakley G. Kelly）上尉驾机运抵华盛顿州温哥华，再由百年纪念公司总裁赫伯特·坎贝尔（Herbert Campbell）签收。
半美元的发行目的是为百年庆典筹资，活动于8月17至23日在温哥华举行，现场亮点是据称“根据历史事实”举办的“白人来了”游行活动。纪念币以一美元单价发售，其中数百枚表面镀金，这会导致收藏价值降低，还有一些则被人们当零钱花掉。
硬币销量不佳导致财政紧张，还有可能促使百年纪念公司书记员查尔斯·瓦特（Charles A. Watts）于8月22日自杀身亡。据坎贝尔所言，瓦特才是真正推动这款纪念币面世的人。瓦特自杀前一天还在公司会议上称，公司有足够资金清偿所有债务，包括聘请弗雷泽的报酬，但事实证明并非如此，不但还有6000元帐单未付，而且设计师直到一年后才拿到酬劳的支票。弗雷泽其间一度愿意接受雇方用这些半美元付款，但温哥华国家银行已经预支款项，所以纪念币已不属百年纪念公司所有。十月底，尚未卖出的硬币基本已无人问津，德克萨斯州某钱币经销商表示愿意以面额买下所有库存，但考虑到已经有许多人以一美元单价购买，公司只能拒绝。最终共有3万5034枚半美元退回铸币局熔毁，所以一共只卖出1万4966枚。对此斯沃泰克和布林表示：“考虑到庆典主题只对这么偏僻的地方有意义，最后能卖掉1.4万这么多已经挺意外啦”。
哈德逊湾公司某高管买下1000枚纪念币并存放在加拿大温尼伯的曼尼托巴省档案馆，但于1982年被看管人偷走后花掉一部分，还把部分硬币拿到银行换成加拿大货币。许多半美元后来到了某钱币经销商手上，再又转卖给许多人，此时这些硬币的市场价格约有800美元。曼尼托巴省在盗窃案发后提起诉讼，希望能拿回剩下的纪念币，但双方最终达成协议，经销商得以留下硬币。
1925年后，温哥华堡半美元的市场价值因数量稀少快速上涨，成色达到未流通级的1928年已涨至十美元，但到了1930年又回落至七美元。1936年纪念币热潮席卷美国期间，这种纪念币最高涨至九美元，到1940年又跌至六美元，此后就稳步上涨，1980年纪念币热潮再度兴起后一度升至1600美元高位。根据理查德·约曼（Richard S. Yeoman）2017年版的《美国钱币指南手册》（A Guide Book of United States Coins），如今这款纪念币视成色而定，价值在300至975美元范围。2014年，一枚成色根据谢尔顿硬币分级标准判定接近原始状态的样币经拍卖以8225美元成交。

## 脚注
1. ↑  Slabaugh，第71頁.
2. 1 2 3  Bowers，第182頁.
3. ↑  npshistory.
4. 1 2 3  Swiatek & Breen，第239頁.
5. ↑  Flynn，第183頁.
6. ↑  Swiatek & Breen，第239–240頁.
7. ↑  bill1.
8. ↑  bill2.
9. 1 2  1925 Congressional Record, Vol. 71, Page 3879 (1925-02-16)
10. ↑  bill3.
11. ↑  bill4.
12. ↑  1925 Congressional Record, Vol. 71, Page 2403 (1925-01-24)
13. ↑  bill5.
14. ↑  1925 Congressional Record, Vol. 71, Page 3878 (1925-02-16)
15. ↑  1925 Congressional Record, Vol. 71, Page 3882–3883 (1925-02-16)
16. ↑  1925 Congressional Record, Vol. 71, Page 3920 (1925-02-17)
17. ↑  1925 Congressional Record, Vol. 71, Page 3930 (1925-02-17)
18. ↑  finalbill.
19. ↑  Swiatek，第207頁.
20. ↑  Taxay，第v–vi, 107, 110頁.
21. 1 2 3  Taxay，第110頁.
22. 1 2 3 4 5 6 7  Swiatek & Breen，第240頁.
23. ↑  Vermeule，第172頁.
24. ↑  Vermeule，第171–172頁.
25. ↑  Bowers，第182–184頁.
26. ↑  pageant.
27. ↑  Swiatek，第156–157頁.
28. ↑  Swiatek，第157–158頁.
29. ↑  Bowers，第186頁.
30. ↑  Yeoman 2017，第300頁.
31. ↑  Yeoman 2015，第1134頁.